# Terremoto di Riobamba del 1797
Il terremoto di Riobamba del 1797 avvenne il 16 aprile 1797 alle ore 7:30 locali ed ebbe un'intensità di 8,3 Ms, con l'epicentro localizzato nei pressi della città di Riobamba, in Ecuador. Il sisma, uno dei più violenti registrati in Ecuador, raggiunse l'intensità XI della scala Mercalli e devastò Riobamba, provocando seri danni anche ad altre città delle valli interandine dell'Ecuador, causando un alto numero di vittime. Il terremoto fu studiato da Humboldt, che visitò la zona negli anni 1801-1802.

## Analisi geosismologica
La tettonica dell'Ecuador è dominata dagli effetti della subduzione della placca di Nazca sotto alla placca sudamericana. La faglia di Pallatanga passa nei pressi dell'epicentro di questo terremoto ed è stato suggerito che il suo movimento fu la causa del sisma, anche se c'è una chiara linea di rottura sulla superficie che indichi un movimento attuale.

## Danni
La scossa principale della mattina del 4 febbraio 1797 durò da tre a quattro minuti, e la zona dove si ebbe un'intensita uguale o maggiore a VII della scala Mercalli si estese da Quito, a nord, fino a 60 km a sud di Riobamba, includendo le città di Guaranda, Ambato, Latacunga, Saquisilí e Baños. Le città di Riobamba e di Quero furono completamente distrutte a causa di frane causate dall'instabilità del terreno. Ai piedi del vulcano Tungurahua, le frane arginarono il corso del Rio Pastaza per ottanta giorni.
L'analisi di Humboldt sul terremoto si basò su aneddoti raccolti durante la sua visita. Alcune delle osservazioni non sono credibili, per esempio, "i corpi di molte delle persone furono gettati sul colle di Cullca, una collina alta diverse centinaia di metri e sul lato opposto del fiume Lican".
Vennero stimati 40.000 morti, tuttavia alcune stime più recenti abbassano questa cifra fino a seimila.

## Ricostruzione
Riobamba venne ricostruita, ma non nello sito, sulle macerie della vecchia, ma ad una ventina di chilometri a nord-est, dove ora è posto il piccolo centro di Cajabamba, parrocchia del Cantone di Colta.